# Ochsenmaulsalat

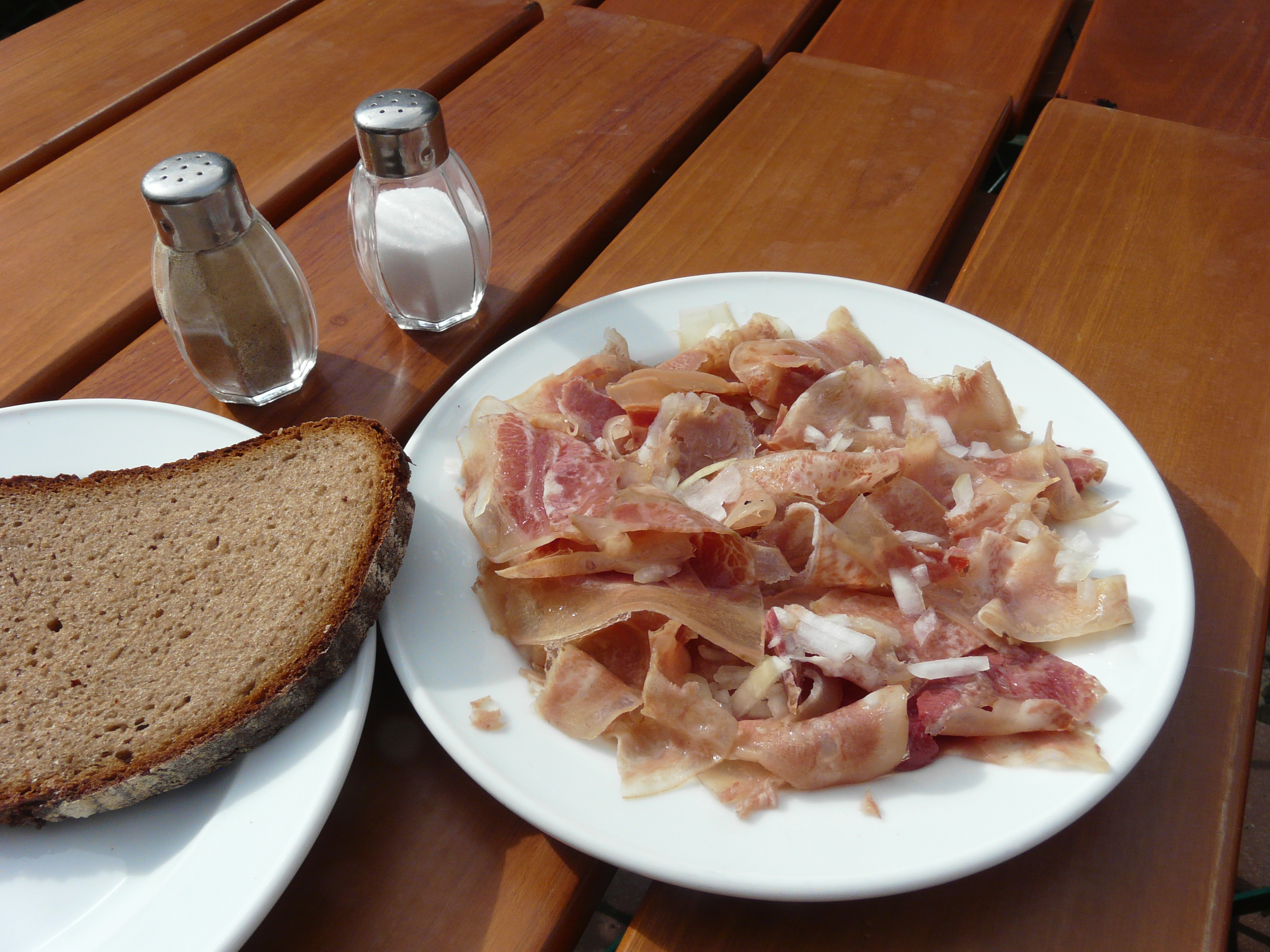
Ochsenmaulsalat

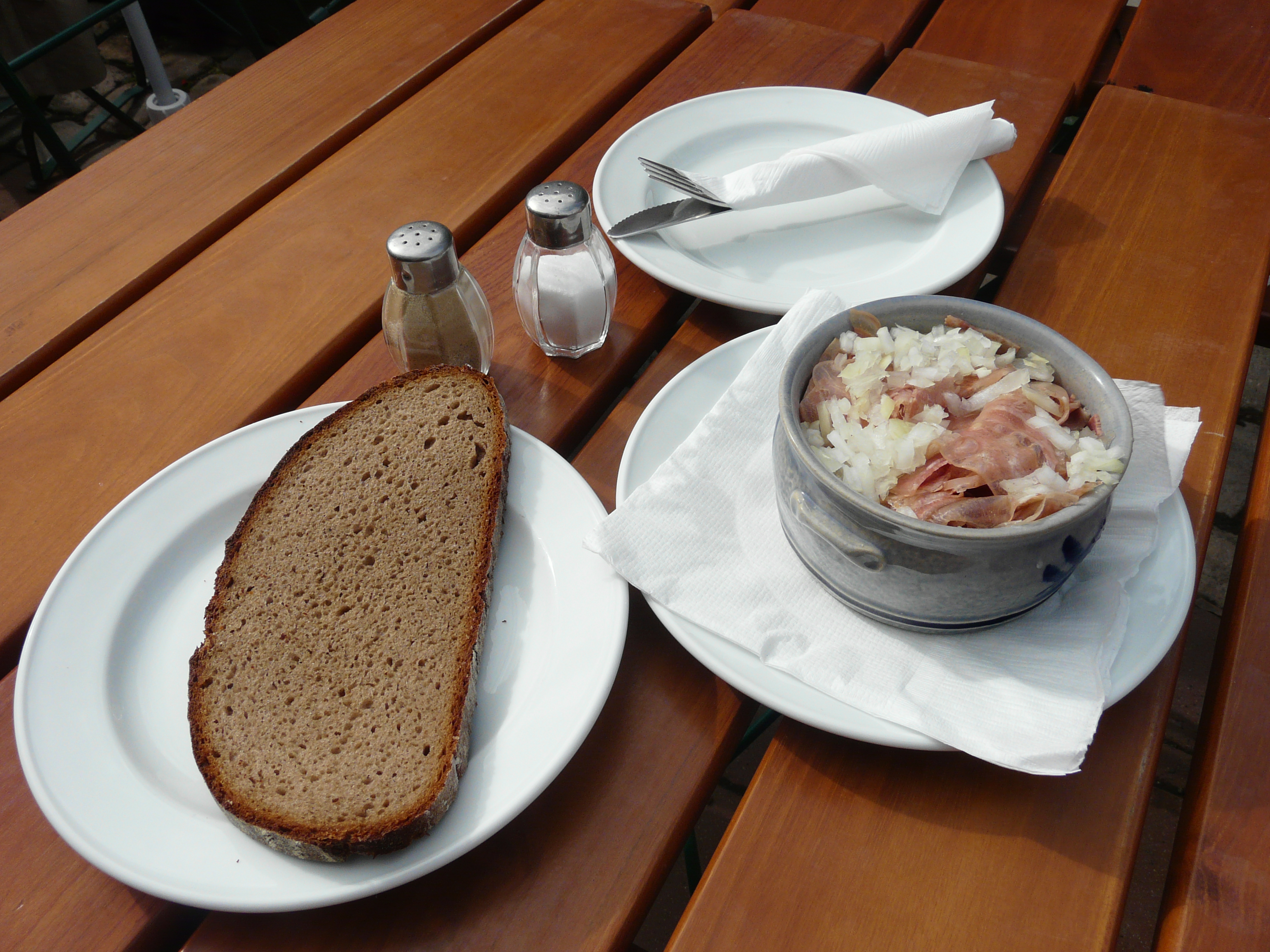
Ochsenmaulsalat mit Musik (Zwiebeln)

Ochsenmaulsalat (französisch Salade de museau de bœuf) ist ein Fleischsalat aus dem Maulfleisch vom Rind mit einer einfachen Essig/Öl-Vinaigrette. Er ist vor allem in Süddeutschland, der Schweiz, Österreich und dem Elsass bekannt.
Zur Zubereitung wird das zuvor gepökelte Maulfleisch gekocht, in sehr dünne, mundgerechte Scheibchen geschnitten und mit Weißweinessig, neutralem Pflanzenöl, gehackten Zwiebeln, Salz und Pfeffer sowie nach Geschmack auch mit gehackten Gewürzgurken, Senfkörnern oder auch Kräutern angemacht.
Serviert wird Ochsenmaulsalat traditionell mit Brot oder zu Bratkartoffeln.
Ochsenmaulsalat wird auch als Handelsware angeboten. Nach den Leitsätzen des Deutschen Lebensmittelbuchs sollte er zu mindestens 50 % aus Rindermaul bestehen.